# Sao cực siêu khổng lồ

So sánh kích thước giữa Mặt Trời và VY Canis Majoris, một ngôi sao cực siêu khổng lồ, cũng là ngôi sao lớn thứ ba được biết cho đến nay

Sao cực siêu khổng lồ (Hypergiant) (lớp chiếu sáng 0) là một ngôi sao có khối lượng và độ sáng cực lớn, cho thấy dấu hiệu về tốc độ suy giảm khối lượng rất cao.

Stephenson 2-18, ngôi sao lớn nhất được biết đến nay, lớn gấp 2130.7 lần Mặt Trời. (Google)

## Đặc điểm
Từ "hypergiant" (sao cực siêu khổng lồ) thường được dùng như một thuật ngữ mơ hồ về các ngôi sao có khối lượng lớn nhất được tìm thấy, mặc dù đã có những định nghĩa chính xác hơn. Năm 1956, các nhà thiên văn Feast và Thackeray đã sử dụng thuật ngữ super-supergiant (siêu sao siêu khổng lồ) (sau đó đổi thành sao cực siêu khổng lồ) chỉ các ngôi sao có cấp sao tuyệt đối lớn hơn MV = −7. Năm 1971, Keenan đề xuất rằng thuật ngữ này chỉ nên được sử dụng cho các sao siêu khổng lồ thể hiện ít nhất một thành phần phát xạ rộng trong Hα, cho thấy một bầu khí quyển của sao được mở rộng hay một tốc độ suy giảm khối lượng tương đối lớn. Tiêu chuẩn của Keenan là một trong những tiêu chuẩn được sử dụng nhiều nhất bởi các nhà khoa học ngày nay. Điều này có nghĩa là sao cực siêu khổng lồ không nhất thiết phải có khối lượng lớn hơn một sao siêu khổng lồ tương đồng. Tuy nhiên, các ngôi sao lớn nhất vẫn được xem là các sao cực siêu khổng lồ, và có thể có khối lượng gấp 100–150 lần khối lượng Mặt Trời.
Sao cực siêu khổng lồ là một ngôi sao rất sáng, gấp hàng triệu lần độ sáng Mặt Trời, và có nhiệt độ thay đổi từ 3,500 K đến 35,000 K. Hầu hết các sao cực siêu khổng lồ có độ sáng thay đổi theo thời gian vì sự mất ổn định các phần phía trong của chúng.
Vì có khối lượng cực lớn, vòng đời của một ngôi sao cực siêu khổng lồ rất ngắn, chỉ vài triệu năm so với khoảng 10 tỉ năm đối với các ngôi sao như Mặt Trời. Vì thế, sao cực siêu khổng lồ rất hiếm gặp và chỉ có một số ít được biết đến hiện nay.
Không nên nhầm lẫn sao cực siêu khổng lồ với sao biến quang xanh. Một ngôi sao được phân loại như vào kiểu sao cực siêu khổng lồ là do kích thước và tốc độ suy sụp khối lượng, trong khi đó một sao biến quang xanh là một sao siêu khổng lồ xanh lớn đang trải qua một giai đoạn tiến hoá trong đó nó mất một lượng lớn khối lượng.

## Các sao cực siêu khổng lồ đã biết
Việc nghiên cứu sao cực siêu khổng lồ khá khó khăn vì chúng rất hiếm. Dường như có một giới hạn độ sáng trên cho các sao cực  siêu khổng lồ lạnh nhất (có màu vàng hoặc đỏ): không một ngôi sao nào trong số chúng sáng hơn cường độ bolometric –9.5, tương ứng khoảng 500,000 lần độ sáng của Mặt Trời. Nguyên nhân hiện vẫn chưa được biết.

### Sao biến quang xanh

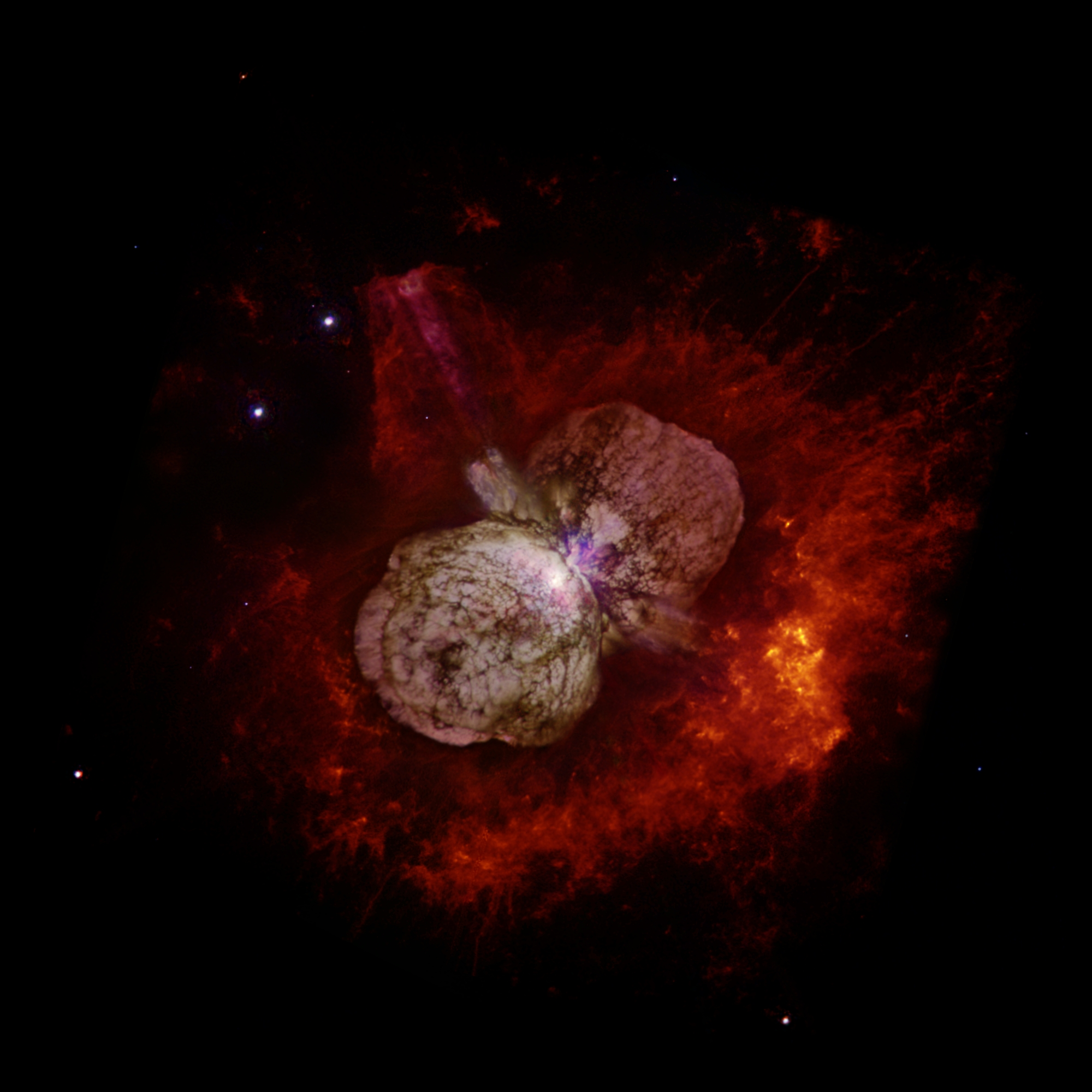
Eta Carinae

Phần lớn sao biến quang xanh được phân loại là sao cực siêu khổng lồ, và thực sự chúng là các ngôi sao sáng nhất từng được biết:
- P Cygni, nằm ở phía Bắc chòm sao Thiên Nga.
- S Doradus, nằm gần thiên hà Đám mây Magellan lớn, phía Nam chòm sao Kiếm Ngư. Thiên hà này cũng chứa Siêu tân tinh 1987A, một ngôi sao cực siêu khổng lồ.
- Eta Carinae, nằm bên trong tinh vân Keyhole (NGC 3372) phía Nam chòm sao Thuyền Để. Eta Carinae có khối lượng cực lớn, có thể gần 120 tới 150 lần Mặt Trời, và sáng gấp 4 đến 5 triệu lần.
- Sao Súng Lục, gần trung tâm Ngân Hà, trong chòm sao Nhân Mã. Sao Súng Lục có thể nặng gấp 150 lần Mặt Trời, và sáng gấp 1,7 triệu lần.
- Nhiều ngôi sao trong cụm sao Cl* 1806-20, nằm ở phía bên kia Ngân Hà. Một trong số đó, LBV 1806-20, là ngôi sao sáng nhất được biết, gấp 2 đến 40 triệu lần Mặt Trời, và cũng là một trong số các sao lớn nhất.

### Sao cực siêu khổng lồ xanh

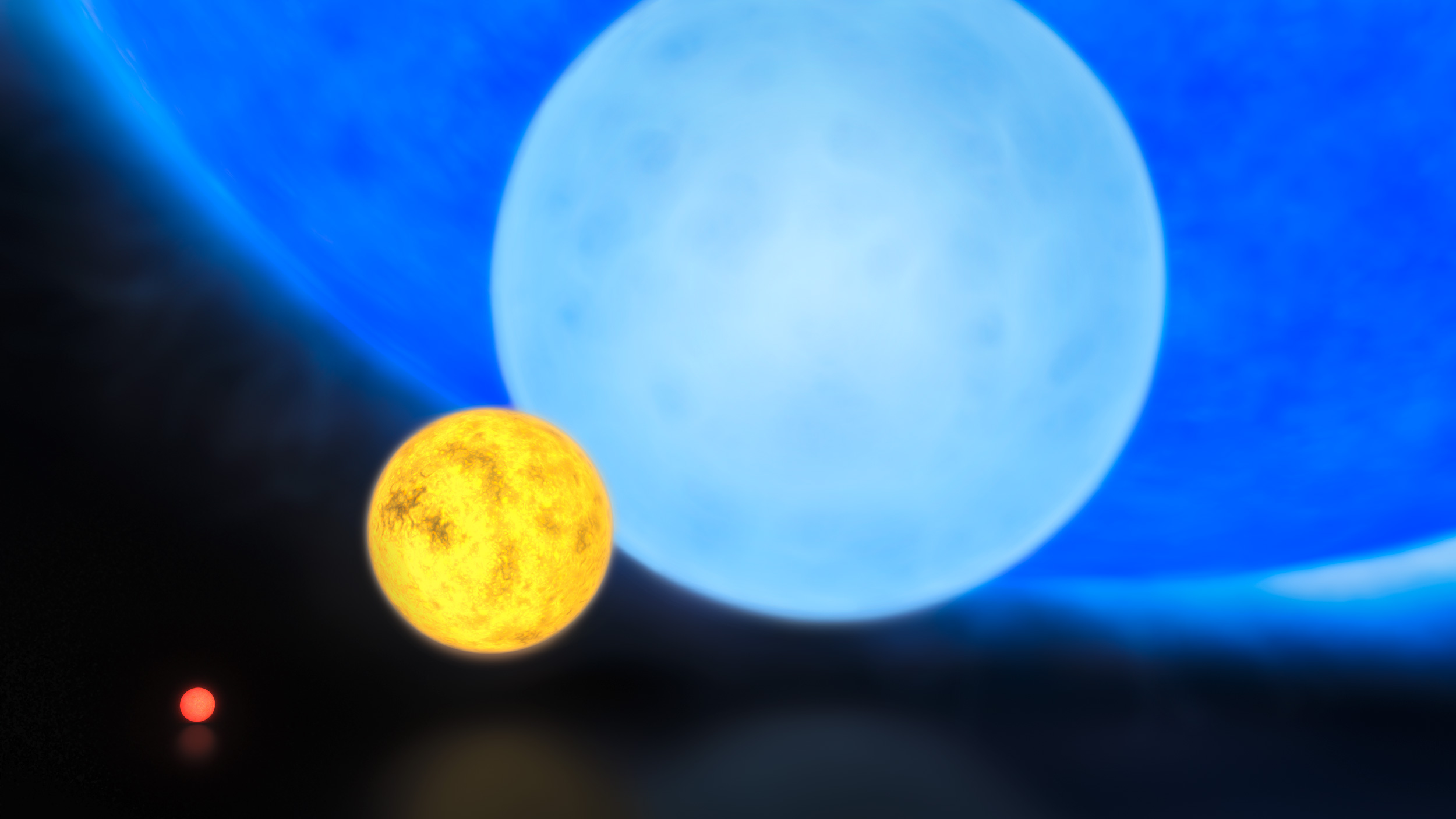
So sánh sao lùn đỏ, Mặt Trời, sao dải chính loại B và R136a1

- Zeta¹ Scorpii.
- MWC 314, trong chòm sao Đại Bàng.
- HD 169454, trong Scutum
- BD -14° 5037.
- Cygnus OB2-12..
- R136a1

### Sao cực siêu khổng lồ trắng
- 6 Cassiopeiae

### Sao cực siêu khổng lồ vàng
Sao cực siêu khổng lồ vàng cực kỳ hiếm gặp, chỉ được thấy trong thiên hà của chúng ta:
- Rho Cassiopeiae, nằm phía Bắc chòm sao Tiên Hậu, sáng gấp 500,000 lần Mặt Trời.
- HR 8752
- IRC+10420
- Xem thêm các ngôi sao trong Westerlund 1.

### Sao cực siêu khổng lồ đỏ
- RW Cephei
- NML Cygni
- VX Sagittarii
- VV Cephei
- S Persei

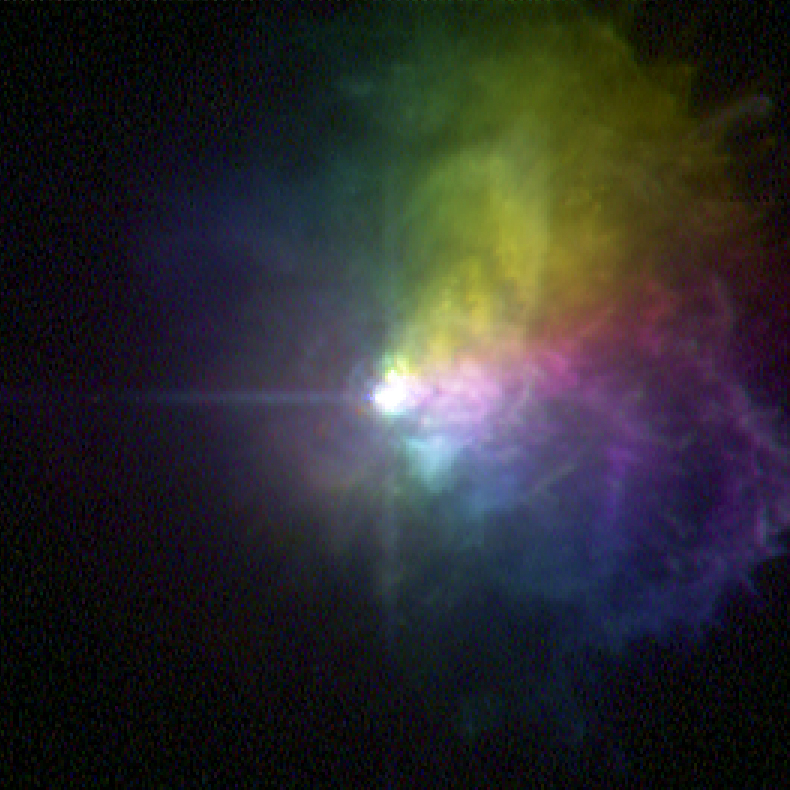
VY Canis Majoris

- VY Canis Majoris là ngôi sao có đường kính gấp 1800 đến 2100 lần Mặt Trời. Đường kính của nó có thể so sánh với kích thước quỹ đạo Sao Thổ.
- UY Scuti là ngôi sao có đường kính lớn thứ hai (sau Stephenson 2-18), gấp 1070 tới 2000 lần Mặt trời.
- Stephenson 2-18 là ngôi sao có đường kính lớn nhất con người từng biết, có đường kính gấp 2150 lần Mặt Trời